# چشمک

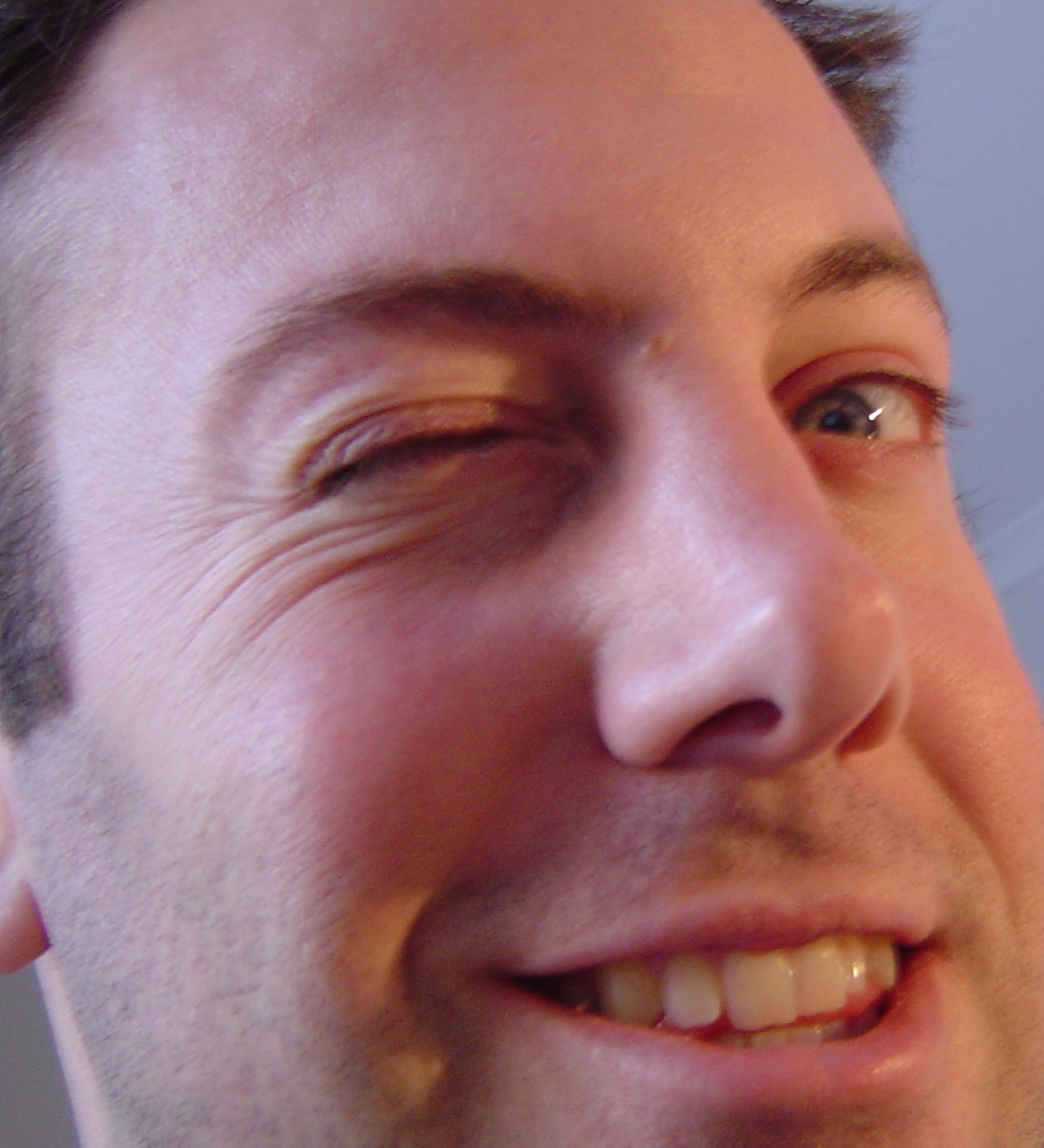
مردی در حال چشمک زدن با چشم راست.

چشمک زدن یک نوع بیان کردن به واسطه صورت است که به صورت بین‌المللی شناخته شده می‌باشد و با بستن واضح و ارادیِ یکی یا هر دو چشم در یک حرکت سریع صورت می‌پذیرد. چشمک زدن یک شکل از ارتباط نیمه رسمی می‌باشد که نگفتنی‌هایی را که طرف مقابل متوجه می‌شود نشان می‌دهد.
چشمک زدن مخفیانه می‌تواند یک راز مشترک گفته نشده را بیان کند، که در برخی منابع برای زخم معده نیز مفید شمرده شده‌است؛ به عنوان مثال اگر فروشنده‌ای به یک مشتری یک بروشور بدهد و به او بگوید: «بفرمایید، این مجانی است»ا ین جمله ممکن است این معنی را هم داشته باشد که «گرفتمش» یا «بله من می‌فهمم».
در فرهنگ غرب، زنانی که به مردان چشمک می‌زنند نشان می‌دهند که علاقه‌مند به رابطه با آن مرد هستند، ولی این نوع رفتار دیگر از طرف زنان رو به منسوخ شدن نهاده و به ندرت دیده می‌شود. همین طور اگر یک مرد به یک زن نیز چشمک بزند ای معنی را القا می‌کند که «من از تو خوشم می‌آید» یا «سلام، من علاقه‌مندم تو را بیشتر بشناسم».
در فرهنگ آمریکای لاتین، چشمک زدن نوعی دعوت رومانتیک نیز می‌باشد، اما می‌توان آن را به صورت علامتی شناخته شده و قابل قبول بین دوستان هم دید. در نیجریه، چشمک زدن یک علامت برای بچه‌ها است که اتاق را هرچه سریعتر ترک کنند. در بین بسیاری از مردم آسیایی، مخصوصاً زنان چینی و هندی، چشمک زدن بسیار ناپسند و خارج از ادب تلقی می‌شود.
همه افراد قادر به چشمک زدن به صورت ارادی نمی‌باشند، یک دسته از افراد فقط قادرند با یک چشم چشمک بزنند، و دسته دیگر قادرند با هر دو چشم چشمک زده ولی فقط از یکی از چشمان خود استفاده می‌کنند.